# Wilhelm IV. (Henneberg-Schleusingen)
Graf Wilhelm IV. von Henneberg (auch: Wilhelm VI.; * 10. Februar 1478; † 24. Januar 1559) war regierender Graf von Henneberg.
Das Anfangsjahr der Regierungszeit dieses Grafen fällt zwischen 1482 und 1485, lässt sich jedoch nicht bestimmt angeben, da das Todesjahr seines älteren Bruders Wolfgang (* um 1470; † möglicherweise am 26. Januar 1485), des nach hennebergischer Hausverfassung regierenden Herrn, nicht genau bekannt ist.

## Herkunft
Seine Eltern waren der Graf Wilhelm III. von Henneberg (* 12. März 1434; † 26. Mai 1480 in Salurn, auf dem Rückweg von einer Wallfahrt nach Rom) und dessen Ehefrau Margarethe von Braunschweig-Wolfenbüttel (* 1451; † 13. Februar 1509), einzige Tochter des Herzogs Heinrich II. von Braunschweig-Wolfenbüttel.

## Leben
Bis 1495 übernahm die Mutter Margarete die vormundschaftliche Regierung. Der Graf verfolgte die gleiche Religionspolitik wie seine Mutter. 1498 begründete er die große Grimmenthaler Wallfahrt und errichtete 1502 ein Barfüßerkloster in seiner Residenz Schleusingen. Darüber hinaus war er bemüht, die sittliche und wissenschaftliche Bildung anderer hennebergischer Klöster zu heben. Er hatte eine kinderreiche Ehe mit Anastasia von Brandenburg, was ihm gute Kontakte zu ihrem Vater, dem Kurfürsten Albrecht Achilles, brachte. Aber die bescheidenen Einkünfte des Landes deckten nicht die Ausgaben für die Hofhaltung. So verlor er den Pfandschilling von Amt und Stadt Meiningen im Landshuter Erbfolgekrieg von 1504 bis 1505 zwischen Ruprecht von der Pfalz und den Herzögen Albrecht und Wolfgang. Graf Wilhelm war am pfalzgräflichen Hof erzogen und kämpfte auf Ruprechts Seite. Als dieser unter Reichsacht fiel, traf der Bann auch Wilhelm. Infolgedessen fielen die Hessen als Achtvollstrecker in die Grafschaft Henneberg ein und verwüsteten das Land.
Der Bauernkrieg brachte den Grafen auch in persönliche Gefahr und verhinderte seine vertragsmäßige Hilfe für den Würzburger Bischof, was ihm den Vorwurf des Verrats einbrachte. Die Verheerungen des Landes, die Verwüstung der Schlösser Henneberg, Osterburg, Landsberg, Hutsberg, vieler Burgen und Klöster und das dadurch verursachte Versiegen vieler Finanzquellen erzeugten seine persönliche Notlage. Nachdem der Aufstand mit kursächsischer und hessischer Hilfe blutig niedergeschlagen worden war, begann die innere Reorganisation in Verwaltung und Justiz. Die damalige hennebergische Landesordnung von 1539 war ein Werk des Kanzlers Johann Gemel, eines vorzüglichen Juristen. Sie hatte lange einen guten Ruf und Geltung. Durch seinen Gerechtigkeitssinn, seine Leutseligkeit und persönliche Anspruchslosigkeit erlangte der Graf eine seltene Beliebtheit; auch bei seinen Standesgenossen wuchs sein Ansehen von Jahr zu Jahr.
Nach Aufhebung der Reichsacht konnte er bei Kaiser Maximilian wieder zu Ansehen kommen. Dieser übergab ihm die Schutzherrschaft über Schweinfurt. Auch unter Kaiser Karl V. stand er wegen seiner weisen Mäßigung in hohem Ansehen. Geld blieb jedoch ein Problem und so wurde 1540 Elgersburg an Sachsen verkauft und 1542 das reiche Amt Mainberg bei Schweinfurt gegen Amt und Stadt Meiningen getauscht. Wilhelm trat anschließend zu Gunsten seines Sohnes Georg Ernst zurück. Aber erst 1555 entsagte er allen Regalien und bat um die Belehnung für seinen Sohn Georg Ernst. Wie für den Beginn seiner Regierung ist auch für ihr Ende kein definitives Datum bekannt. Er hatte auch nach seinem Rücktritt noch hohes Ansehen in fürstlichen Kreisen.
1543/44 führte er die Reformation ein und auch nach der Niederlage des protestantischen Schmalkaldischen Bundes in der Schlacht bei Mühlberg bekannte er sich 1548 öffentlich zur Reformation. Er blieb lange vorsichtig, zumal drei Söhne ihren Unterhalt aus geistlichen Pfründen bezogen. Auch war er nicht beim bekannten Reichstag zu Augsburg im Jahr 1530 dabei; sein Sohn Wolfgang vertrat ihn dort. Die Augsburger Confession bezeichnete er in einem Brief vom 15. August 1530 an seinen Sohn als „etwas ganz costlich und die helle evangelische Schrift“.

## Familie
Er heiratete Anastasia von Brandenburg (* 17. März 1478 in Ansbach; † 4. Juli 1534 in Ilmenau), die jüngste Tochter des Kurfürsten Albrecht Achilles von Brandenburg (1414–1486) und dessen Ehefrau Anna von Sachsen (1437–1512). Wilhelm und Anastasia hatten zahlreiche gemeinsame Kinder. Zu ihren Söhnen zählten Johann IV. (1503–1541), Fürstabt im Kloster Fulda, sein Nachfolger Georg Ernst (1511–1583) und Wolfgang, der im Kriegsdienst für Karl V. fiel.